# Bacchidès
Pour les articles homonymes, voir Bacchides (homonymie).
Bacchidès est un ministre ou vizir, littéralement « préposé aux affaires » (epi tôn pragmatôn), du roi séleucide Démétrios Ier Sôter. 
Il est évoqué dans le premier livre des Maccabées. Envoyé en Judée par Démétrios Ier Sôter pour y établir le grand prêtre d'Israël Alcime, il combat Judas Maccabée ; celui-ci dispose de forces très inférieures (il n'a que 800 hommes) et périt au combat. Ensuite, Bacchidès est contraint par Jonathan d'abandonner la Judée.